# Terra Indígena Yanomami
Reserva Indígena Yanomami é um território indígena nos estados do Amazonas e Roraima, no Brasil. Sobrepõe-se a várias unidades de conservação federais ou estaduais. É o lar dos povos ianomâmis e iecuanas.

## Localização
A Terra Indígena Yanomami tem uma área de 9.664.975 hectares (23.882.670 acres) nos estados do Amazonas e Roraima, no Brasil. O território é limitado pela fronteira com a Venezuela a noroeste. A oeste faz divisa com os territórios indígenas Balaio e Cué-cué/Marabitanas. Cerca de 50% do Parque Nacional do Pico da Neblina cobre a parte ocidental do território. A maior parte da Floresta Nacional do Amazonas está dentro do território, assim como a maior parte do Parque Estadual Serra do Aracá. A sudeste, faz divisa com o Parque Nacional Serra da Mocidade e a Estação Ecológica de Caracaraí. A leste, faz divisa com a Floresta Nacional de Roraima.

## Ianomâmis
A Terra Indígena Yanomami abriga os ianomâmis que falam as línguas ninam, sanumá, yanonami e yanomam, da família linguística ianomâmi, e os iecuanos, que falam a língua iecuana, parte das línguas caribes. A população em 1989 era de 9.910 de acordo com a Fundação Nacional do Índio (FUNAI). Isso aumentou constantemente para cerca de 23.512 pessoas em 2016, de acordo com a Sesai.
O estado está representado no território da FUNAI. As organizações indígenas cadastradas incluem a Associação das Mulheres Yanomami (Kumirayoma), Associação de Pais e Mestres Comunitários (APMC), Associação do Povo Ye'Kuana do Brasil (APYB), Associação Texoli, Associação Yanomami do Rio Cauaburis e Afluentes (AYRCA/FOIRN) , Associação Yanomami do Rio Marauiá e do Rio Preto (KURIKAMA), Círculo de Pais e Mestres Escola Estadual (Indígena) Apolinário Gimenes (CIPAMESAG), Federação das Organizações Indígenas do Rio Negro (FOIRN), Hutukara Associação Yanomami (HAY) e Organização dos Povos Indígenas de Roraima (OPIR).

## História
A Terra Indígena Yanomami foi criada por meio de uma série de etapas que começaram com a portaria 1.817 de 8 de janeiro de 1985 e levaram à primeira homologação em 16 de fevereiro de 1989. A Floresta Nacional de Roraima foi criada pelo decreto nº 97.545 de 1º de março de 1989 e cobria 2.664.685 hectares do bioma Amazônia. Isso teve o efeito de dividir o território do povo ianomâmi em várias áreas separadas. Em 1990 foram criadas três reservas de mineração de ouro dentro da Floresta Nacional de Roraima. A Terra Indígena Yanomami foi demarcada em 1992 antes da Cúpula da Terra no Rio de Janeiro. O território indígena, com uma área de 9.664.975 hectares, foi criado em 25 de maio de 1992, por decreto do presidente Fernando Collor, que homologou demarcação disposta em portaria de 1991 assinada pelo ministro da Justiça Jarbas Passarinho. Pensava-se que este território cobria completamente a área da floresta nacional. Seguiu-se uma vigorosa campanha internacional de apoio ao povo ianomâmi. As minas de ouro foram fechadas e os garimpeiros removidos.
Em um território indígena os indígenas têm o direito exclusivo de uso de acordo com seus costumes e tradições. Embora tecnicamente a Floresta Nacional de Roraima tenha permanecido, a exploração da floresta violaria esses direitos. Em 2001, o IBAMA percebeu que 5% da floresta, ou 142 mil hectares, havia sido deixado de fora do território indígena e decidiu retomar a posse da unidade. No entanto, em meados da década de 1990, dois assentamentos, Samaúma e Vila Nova, ocuparam 50 mil hectares, deixando 92 mil hectares não reclamados. Para regularizar a situação, os limites foram revistos pela lei 12.058 de 13 de outubro de 2009. A floresta nacional redimensionada agora exclui o território indígena. Houve vários outros ajustamentos sendo o mais recente o processo de homologação 954 de 19 de julho de 2012.
As ameaças incluem mineração ilegal, pesca, caça e agricultura. Em 2000, um total de 10.288 hectares foram desmatados. Isso aumentou para 24.571 hectares em 2014.

### Crise humanitária de 2022
A crise humanitária ianomâmi ocorreu durante as presidências de Jair Bolsonaro (2019-2023) e de Lula (2023-presente), uma série de mortes em massa, fome, deslocamentos forçados e outras grandes violações dos direitos humanos dos ianomâmis ocorreram na Terra Indígena Yanomami no Brasil. Tais eventos teriam começado ou se agravado a partir de 2019 como consequência da exploração desenfreada de recursos naturais por indivíduos e empresas e negligência do governo e têm sido frequentemente considerados um genocídio contra o povo ianomâmi.